# Borborillus sordida
Borborillus sordida är en tvåvingeart som först beskrevs av Zetterstedt 1847.  Borborillus sordida ingår i släktet Borborillus och familjen hoppflugor. Inga underarter finns listade i Catalogue of Life.